# Halhatatlan kedves (film, 1994)
Halhatatlan kedves (Immortal Beloved) 1994-ben bemutatott angol–amerikai romantikus filmdráma, Bernard Rose rendezésében, Gary Oldman, Isabella Rossellini, Jeroen Krabbé és Johanna ter Steege főszereplésével. A film egyes részleteit Ludwig van Beethoven zeneszerző életének eseményei ihlették, a szereplők többsége valóban élt kortárs személyeket testesít meg. A forgatókönyvet Bernard Rose írta, részben Beethoven életrajza, hátrahagyott levelezése és dokumentumai, részben saját, ezekből továbbgondolt spekulációi alapján.

## Cselekmény
1827-ben Bécsben nagy részvét mellett temetik az elhunyt Ludwig van Beethoven zeneszerzőt. Hagyatékát titkára és jóbarátja, Anton Schindler rendezi. A hátrahagyott iratok között megtalálja Beethoven 1812-ben saját kezűleg írt szerelmes levelét, melyet egy ismeretlen nőnek címzett, valamint végrendeletét, mely szerint minden vagyonát a levél címzettjére, „halhatatlan kedvesére” („die Unsterbliche Geliebte”) hagyományozza. A Beethoven-rokonok követelik az elhunyt pénzét, sikkasztással vádolják Schindlert, a titkár azonban kutatni kezdi a levél ismeretlen címzettjének személyazonosságát. Nyomozása során beutazza a Habsburg Birodalmat, felkeresi azokat az asszonyokat, akik Beethovennel szerelmi viszonyban álltak. Találkozásai során felidéződnek az elhunyt zeneszerző fordulatos életének történései és rejtett összefüggései.
Schindler nyomozásának első állomása egy karlsbadi szálloda. Streicherné, a gazdasszony elmeséli Schindlernek, hogy sok évvel ezelőtt Ludwig van Beethoven szobát bérelt nála, amelybe egy frissen érkezett, lefátylazott ismeretlen hölgy költözött be. Beethovenre várt, de a férfi nem jött. Éjszaka lovas gyorsfutár érkezett Beethoven levelével, melyet Streicherné diszkréten felbontott (szövegéből idéz is Schindlernek). Az ismeretlen nőnek szóló levélben Beethoven leírja, hogy kocsija a rossz erdei utakon Teplice közelében elakadt, de szenvedélyes szerelmi vallomás kíséretében ígérte, hogy másnap hajnalban megérkezik „halhatatlan kedveséhez”. A levelet Streicherné a vacsorával együtt felvitte a hölgynek. Mire azonban Beethoven megjött, az ismeretlen hölgy már eltűnt, sietve eltávozott, senkivel sem beszélt. Féktelen haragjában a zeneszerző összetörte a szoba berendezését.
Schindler ezután Giulietta (Julie) Guicciardit, Wenzel von Gallenberg gróf feleségét látogatja meg. A grófné elmeséli neki, hogy 17 éves korában ismerkedett meg Beethovennel Bécsben, ahol két unokanővére, Brunszvik Teréz és a férjezett Brunszvik Jozefina, Deym gróf felesége már Beethoven tanítványa és szeretője volt. Giulietta apja, Guicciardi gróf felfogadta Ludwigot zongoratanárnak, így leánya is Beethoven szeretője lett. Egy séta során a zeneszerző elmesélte neki, hogy új szimfónián dolgozik, amellyel az arisztokrácia iránt érzett megvetését és a kiváltságok elleni tiltakozását szándékozott kifejezni. A művet Napoléon Bonaparte tábornoknak ajánlotta, akiről mindketten úgy hitték, valóra fogja váltani a francia forradalom nagyszerű eszméit. Beethoven feleségül kérte a fülig szerelmes Giuliettát, de Guicciardi gróf ellenezte a házasságot, mert félt, hogy a vagyontalan Beethoven, akin már mutatkoztak a kezdődő süketség jelei, nem sokáig tud dolgozni, és hamarosan elszegényedik. Giulietta be akarja bizonyítani, hogy Beethoven jól zongorázik. A próba balul sül el, Beethoven süketsége kiütközik, a zeneszerző elárulva érzi magát. Giulietta rövidesen férjhez megy Gallenberg grófhoz. 
Beethoven egyetlen élő öccse, Nikolaus Johann van Beethoven felidézi Schindlernek Ludwig heves tiltakozását, amikor harmadik fivérük, Kaspar Anton bejelentette nekik, hogy feleségül veszi Johanna Reiß kárpitos vállalkozót. Ludwig erkölcstelen és kicsapongó nőszemélynek nevezte Johannát, és minden módon próbálta megakadályozni a házasságot. Attól sem rettent vissza, hogy a rendőrséget ráküldje öccsére saját otthonában. A házasságot 1806-ban mégis megkötötték. Még azon év szeptemberében megszületett Kaspar és Johanna első és egyetlen gyermeke, Karl van Beethoven, Ludwig unokaöccse. Ludwig gyűlölete a sógornője, Johanna iránt ezután sem csillapodott. Nikolaus úgy véli, Ludwig azért gyűlölte sógornőit, mert süketsége miatt fivéreitől állandó támogatást várt el, és az asszonyok megfosztották őt ettől.
A titkár útja ezután Magyarországra vezet, Erdődy Annamária grófnéhoz. A grófné felidézi első találkozását Beethovennel, amikor az 5. zongoraverseny ősbemutatója Beethoven süketsége miatt botrányba fulladt. A zeneszerző soha többé nem lépett fel nyilvánosan. Erdődy grófné személyzetet küldött a mindenkitől elhagyott Beethoven életének könnyítésére. Rövidesen mindkettőjüknek csalódniuk kellett Bonaparte tábornokban, aki császárrá koronáztatta magát és háborút indított Európa ellen. Bonaparte kihúzta Bonaparte nevét a 3. szimfónia partitúrájának címlapjáról és „Eroicát” írt a helyére. Bécs francia ostroma során a menekülő Giulietta Guicciardit, Gallenberg grófnét megerőszakolták a francia katonák. Erdődy grófné a gyermekét veszítette el a palota ágyúzásakor. A háború után Beethoven visszatért a gyászoló Erdődy grófnéhoz. Több éven át csendes boldogságban éltek és zenéltek együtt. A grófné azonban érezte, hogy szíve legmélyén Beethoven nem őt szereti.
Schindler elmondja a grófnénak, hogy a 9. „Kreutzer” hegedűszonáta ősbemutatója során Beethoven mesélt neki egy ismeretlen nőről, akit nagyon szeretett. Hozzá igyekezve éjszaka elakadt a rossz erdei úton. A Kreutzer szonáta az ő tehetetlen vágyódását és aggódását fejezi ki. Amikor Ludwig öccse, Kaspar Anton van Beethoven 1815-ben tüdőbajban meghalt, Ludwig azonnal keresetet adott be a bécsi bírósághoz, követelve Kaspar fiának, a kis Karlnak felügyeleti jogát, mondván, a gyermek anyja, Johanna Reiß erkölcstelen, kicsapongó életet él. A bíróság a gyermeket elvette anyjától, Ludwigot nevezte ki Karl gyámjává, aki eltiltotta az anyát gyermeke láthatásától is. Schindler elmondja, hogy Johanna Reiß ellenkeresetet adott be a bírósághoz gyermeke visszaszerzéséért. Ludwig magához Klemens Metternich kancellárhoz fordult támogatásért. A herceg közbenjárása révén a bíróság, minden elvárás ellenére végleg Ludwignak ítélte Johanna gyermekét. Ludwig megpróbált csodálatos zongoraművészt nevelni a közepes tehetségű Karlból. Elmondta neki, hogy saját apja őt magát akarta csodagyerek-virtuózzá nevelni, ezért gyakran megverte, és Ludwig ennek tudja be későbbi süketségét. Karl tanítását a nagybátyjának süketsége gátolja. Ludwig teljes figyelmét a fiú képzésére fordítja, miatta elhanyagolja saját munkáját, nem írja meg a megrendelt zeneműveket. Az agyonhajszolt, frusztrált fiú öngyilkosságot kísérel meg, de életben marad. Embertelen bánásmódja miatt Ludwig van Beethoven a bécsi nép körében közutálat tárgyává válik. Schindler úgy érzi, Erdődy grófné lehet a „halhatatlan kedves”. Megmutatja neki Beethoven levelét, mely szenvedélyes szerelmi vallomás az ismeretlen hölgyhöz. A grófné azonban felismeri a levél címzettjét: Johanna van Beethovent, Ludwig sógornőjét, Kaspar Anton van Beethoven özvegyét, a kis Karl anyját.
Schindler azonnal felkeresi Johanna van Beethovent. A nő elmondja neki, hogy a sok zaklatás ellenére megbékült a zeneszerzővel, a csodálatos 9. szimfónia ősbemutatója alkalmával. Halálos ágyán Beethoven lemondott Karl gondviselői jogáról is Johanna javára. Az asszony elmondja Schindlernek, hogy sok évvel korábban, fiatal lány korában a két Beethoven fivér, Ludwig és Kaspar Anton is udvarolt neki. Ludwiggal szerelmi viszonyba került, és Ludwig gyermekét hordta a szíve alatt, amikor Ludwig egyik napról a másikra elhagyta őt. Egy karlsbadi szállodában akartak titokban találkozni. Johanna ott várta Beethovent hiába, és hírt sem kapott a férfitól. Terhessége miatt rosszul lett az eléje tálalt étel látványától. Nem vette észre, hogy a szalvéta alá be van csúsztatva Beethoven szerelmes levele, melyet a gyorsfutár hozott éjszaka. Johanna elkeseredve, csalódottan elviharzik a szállodából. A rövidesen megérkező Beethoven megtalálja a Johannához írt, Frau Streicher által felbontva kézbesített levelet a padlón. Úgy érezhette, szerelme elárulta, elhagyta. Schindler már bizonyos abban, hogy Ludwig van Beethoven igazi, eltitkolt szerelme maga Johanna volt, és Karl az ő közös fiuk annak ellenére, hogy az elhagyott lány ezután Ludwig öccséhez, Kaspar Antonhoz ment feleségül. Ludwig gyűlöletét a megcsalatottság és a féltékenység érzése táplálta. Schindler átadja Johannának a „halhatatlan kedveshez” írt levelet és Beethoven végrendeletét is, melyben minden vagyonát igazi szerelmére hagyja. A levelet olvasva Johanna rádöbben, milyen ostoba véletlen szakította el őket egymástól. Az özvegy a bécsi Zentralfriedhofban meglátogatja szerelmese sírját.

## Szereposztás
| Szerep                                                                                         | Színész             | Magyar hangja (1. szinkron, 1996) | Magyar hangja (2. szinkron) |
| ---------------------------------------------------------------------------------------------- | ------------------- | --------------------------------- | --------------------------- |
| Ludwig van Beethoven (1770–1827) zeneszerző, Kaspar Anton és Nikolaus testvérbátyja            | Gary Oldman         | Rubold Ödön                       | Nagy Sándor                 |
| Anton Felix Schindler (1795–1864), zenész, Beethoven titkára                                   | Jeroen Krabbé       | Szokolay Ottó                     | Holl Nándor                 |
| Erdődy Annamária (Marie von Erdődy) grófné (1779–1837)                                         | Isabella Rossellini | Détár Enikő                       | Bertalan Ágnes              |
| Johanna Reiss-van Beethoven (1786–1869) , Ludwig sógornője, Kaspar Anton özvegye, Karl apja    | Johanna ter Steege  | Balázs Ági                        | Botos Éva                   |
| Karl van Beethoven (1806–1858), Kaspar Anton és Johanna fia, Ludwig és Nikolaus unokaöccse     | Marco Hofschneider  | Markovics Tamás                   | N/A                         |
| Frau Nannette Streicher (1769–1833), karlsbadi szállodás                                       | Miriam Margolyes    | Győri Ilona                       | Némedi Mari                 |
| Klemens von Metternich (1773–1859) herceg, külügyminiszter, kancellár                          | Barry Humphries     | Pataki Imre                       | N/A                         |
| Giulietta Guicciardi, Gallenberg grófné (1782–1856)                                            | Valeria Golino      | Balogh Erika                      | Juhász Réka                 |
| Nikolaus Johann van Beethoven (1776–1848) patikus, Ludwig és Anton Karl öccse, Karl nagybátyja | Gerard Horan        | Konrád Antal                      | N/A                         |
| Kaspar (Casper) Anton Carl van Beethoven (1774–1815), Ludwig öccse, Karl apja                  | Christopher Fulford | Holl Nándor                       | N/A                         |
| Therese Obermayer-van Beethoven (1787–1828), Nikolaus felesége                                 | Alexandra Pigg      | N/A                               | N/A                         |
| Franz Josef (Francesco Giuseppe) Guicciardi gróf (1752–1830), Giulietta apja                   | Luigi Diberti       | Makay Sándor                      | N/A                         |
| Korompai Brunszvik Jozefina (1779–1821), Deym grófné, Teréz húga, Giulietta unokanővére        | Geno Lechner        | N/A                               | N/A                         |
| Korompai Brunszvik Teréz (1775–1861), Jozefina nővére, Giulietta unokanővére                   | Claudia Solti       | N/A                               | N/A                         |
| Joseph von Deym gróf (1752–1804), Brunszvik Jozefina férje                                     | Hannes Flaschberger | N/A                               | N/A                         |
| Wenzel Robert von Gallenberg gróf (1783-1839), Giulietta férje                                 | Rory Edwards        | N/A                               | N/A                         |
| Max Friedrich kölni választófejedelem (1708–1784)                                              | Bernard Rose        | N/A                               | N/A                         |

## Történelmi háttér

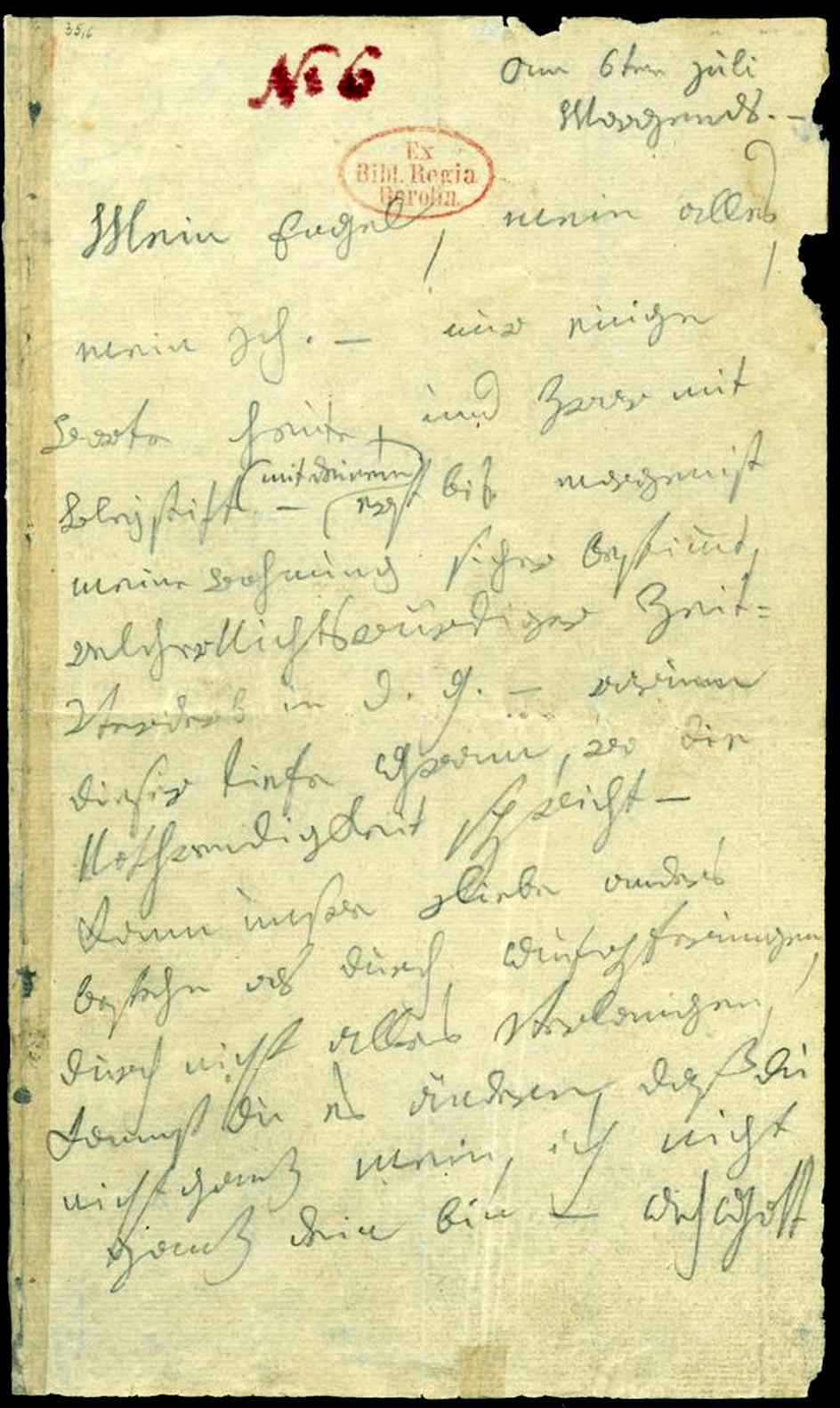
A „halhatatlan kedves”-hez („Unsterbliche Geliebte”) írt levél (1812)

Beethoven hagyatékában megtaláltak egy 1812 nyarán saját kezűleg írt, német nyelvű szerelmes levelét, amelynek címzettje a zeneszerző „halhatatlan kedvese” (meine unsterbliche Geliebte). A levél jelenleg (1880 óta) a berlini Állami Könyvtár (Staatsbibliothek) tulajdonában van. Címzettje egy ismeretlen személyazonosságú hölgy, Beethoven számos szeretőjének egyike. A levelet Beethoven Teplicében írta, de valószínűleg sohasem küldte el.
A zeneszerző életrajzának kutatói szerint a levél címzettjeként több személy is szóba jöhet. A legvalószínűbb közülük – a filmben nem szereplő – Antonie Brentano, vagy a két Brunszvik-nővér egyike, Brunszvik Jozefina vagy Brunszvik Teréz. Az idők folyamán kutatók és írók Beethoven más szeretőit is megpróbálták a „halhatatlan kedvessel” azonosítani, így Giulietta Guicciardit és Erdődy Annamária grófnét. A jelöltek legtöbbje szerepel a filmben is. Beethoven szeretőit és általában rokoni és emberi kapcsolatait több könyv részletesen tárgyalja. A Rose filmjében bemutatott kapcsolatokat kritikusok is véleményezték.
Ludwig van Beethoven sógornőjének, Johanna Reißnek azonossága a „halhatatlan kedvessel” Bernard Rose forgatókönyvíró–rendező kitalált, fiktív története. Rose több interjúban állította, hogy saját kutatásai alapján biztos abban, hogy a filmben ábrázolt verzió maga a valóság, de szakemberek kutatási eredményei ezt nem támasztják alá.

## Érdekességek
A filmben maga Bernard Rose forgatókönyvíró-rendező is feltűnik egy rövid cameo-szerepben: Max Friedrich kölni választófejedelmet alakítja, a gyermek Beethoven bemutatkozását felidéző jelenetben.
A film zenei hátterét Beethoven művei adják, a zenedarabokat a Londoni Szimfonikus Zenekar játssza, a magyar Solti György vezényletével. Korompai Brunszvik Teréz szerepét a karmester egyik leánya, Claudia Solti alakítja. Egy alkalommal felhangzik Rossini A tolvaj szarka című operájának egy zenei jelenete is.
Az Erdődy grófné magyarországi birtokán játszódó jelenet hátterében a helybéli parasztok és a kocsma vendégei magyarul beszélnek, az eredeti angol nyelvű változatban is.

## További információ
- Halhatatlan kedves a PORT.hu-n (magyarul)
- Halhatatlan kedves az Internetes Szinkronadatbázisban (magyarul)
- Halhatatlan kedves az Internet Movie Database-ben (angolul)
- Halhatatlan kedves a Rotten Tomatoeson (angolul)
- Halhatatlan kedves a Box Office Mojón (angolul)
- Ludwig Van B. (1994) (francia nyelven). AlloCiné.fr
- Ludwig van B. – Meine unsterbliche Geliebte (német nyelven). Filmdienst.de
- Halhatatlan kedves (1994) (magyar nyelven). TMDB (The MovieWeb Adatbázis)
- Halhatatlan kedves (1994) (magyar nyelven). MAFAB.hu